# Pterolophia camela
Pterolophia camela là một loài bọ cánh cứng trong họ Cerambycidae.